# Sibirische Lärche
Die Sibirische Lärche (Larix sibirica) ist eine Pflanzenart aus der Gattung der Lärchen (Larix) in der Familie der Kieferngewächse (Pinaceae). Sie ist in Russland und der Mongolei heimisch und zählt dort zu den wichtigsten Waldbäumen.

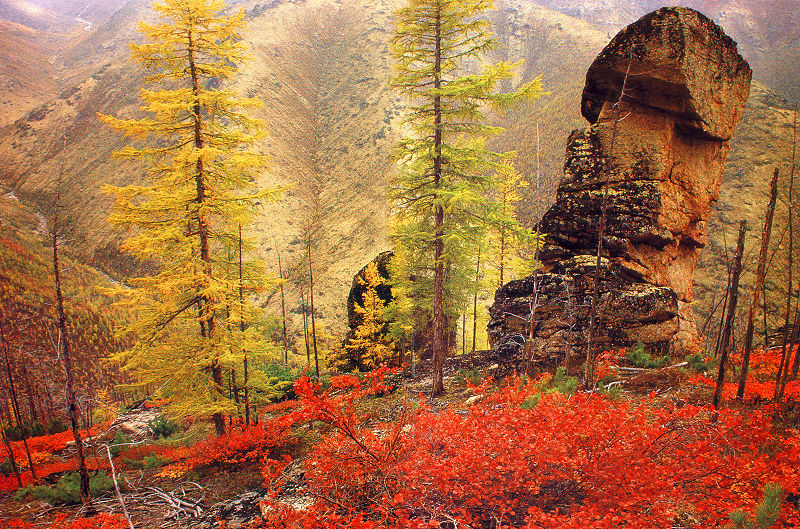
Bäume am natürlichen Standort im Herbst

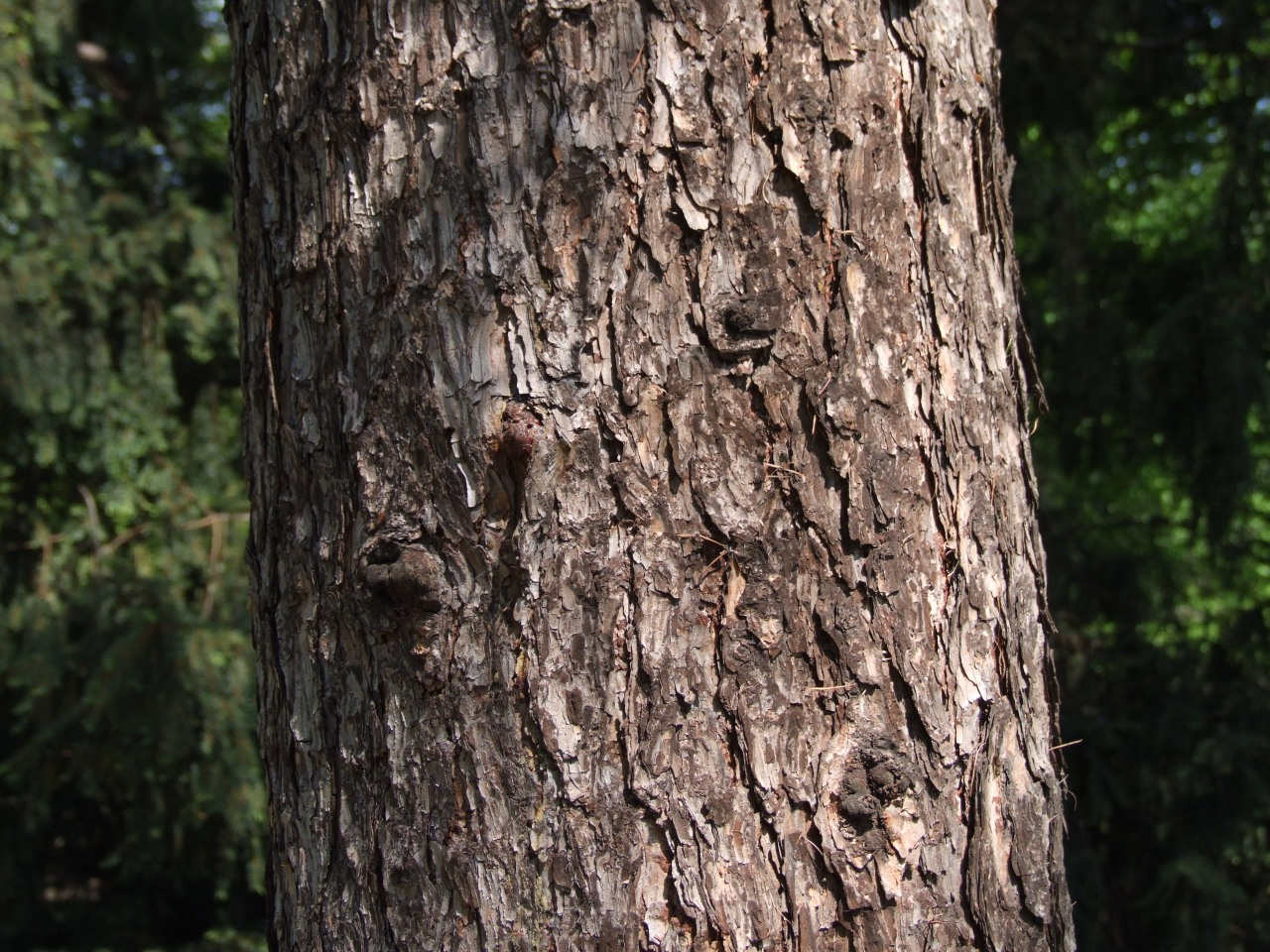
Borke

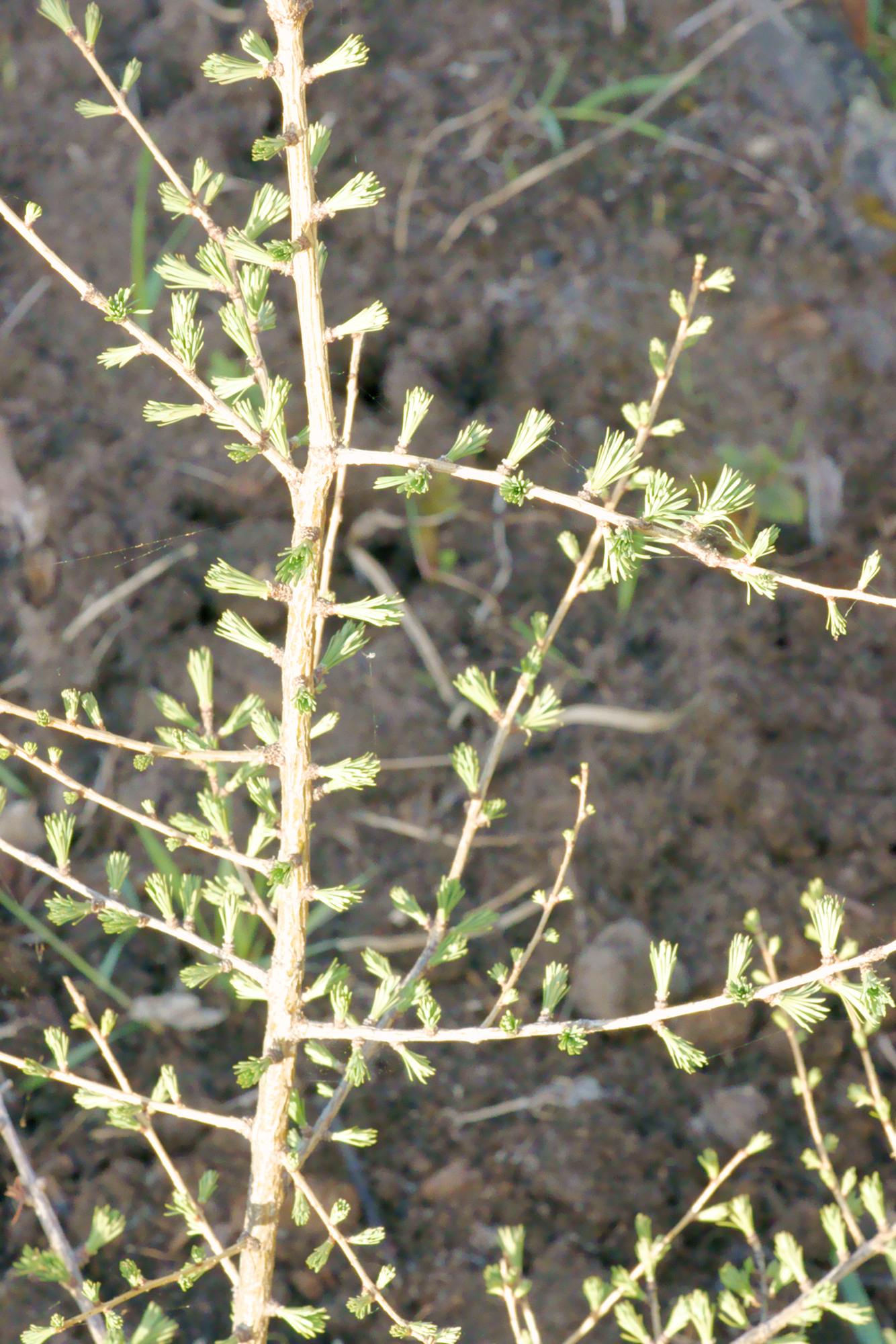
Zweig mit Nadeln

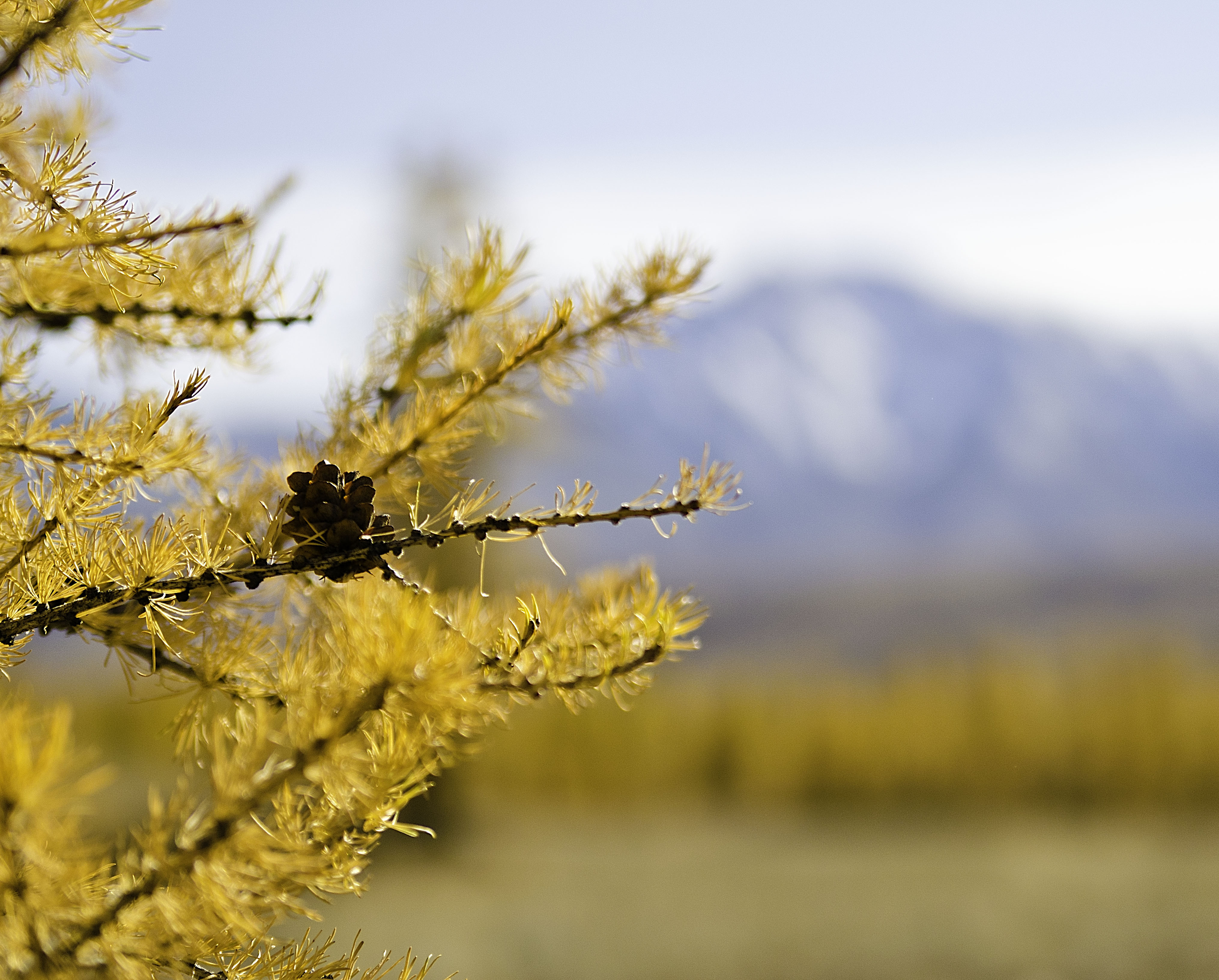
Zapfen

## Beschreibung

### Habitus
Die Sibirische Lärche ist ein sommergrüner Baum, der Wuchshöhen von 45 Metern erreicht, dabei bleibt sie mit einem Stammdurchmesser (BHD) von 175 Zentimetern relativ schlank. Der gerade Stamm endet in einer ovalen bis pyramidalen Krone. Sie besteht im oberen Teil aus Ästen, die armleuchterartig angeordnet sind. Die Art ist raschwüchsig und ist eine der am schnellsten wachsenden frostharten Bäume. Der Zuwachs kulminiert etwa in einem Alter von 30 Jahren, sie kann dann aber noch bis zu 500 Jahre alt werden.

### Wurzeln
Die in Tiefen von bis zu 1,5 Metern vordringende Pfahlwurzel ist Bestandteil eines tiefreichenden und intensiv verzweigten Wurzelsystems. Auf morastigen Böden bildet die Art Adventivwurzeln aus. Die Sibirische Lärche geht unter anderem Mykorrhiza-Partnerschaften mit dem Goldröhrling (Suillus grevillei), dem Rötlichen Lacktrichterling (Laccaria laccata), dem Fliegenpilz (Amanita muscaria), dem Bocks-Dickfuß (Cortinarius camphoratus), Corticium bicolor, Boletinus paluster und mit Cenococcum geophilum ein.

### Rinde
Die Rinde junger Zweige ist, im Gegensatz zur Europäischen Lärche (Larix decidua), mehr oder weniger behaart. Die Stämme der Jungbäume besitzen eine braune, dünne und glatte Rinde. Altbäume haben eine graue, tiefrissige und ungewöhnlich dicke Borke, die an der Stammbasis rund 14 bis 15 % des Stammdurchmessers ausmachen kann.

### Holz
Das rotbraune Kernholz unterscheidet sich farblich vom hellen Splintholz. Das schwere Holz ist dauerhaft und besitzt gut erkennbare Jahresringe. Die Harzkanäle sind hauptsächlich auf das Spätholz konzentriert. Die Rohdichte bei einer Holzfeuchte von 15 % liegt zwischen 0,62 und 0,70 g/cm³.

### Belaubung
Die biegsamen Nadeln sind hellgrün mit einer eher stumpfen Spitze. Sie sitzen an Kurztrieben in Büscheln zu 10 bis 60 mit einer Länge von 5 bis 60 Millimeter; an Langtrieben wachsen sie einzeln spiralig mit einer Länge von 3 bis 4 Zentimetern. Zum Herbst werden die Nadeln gelblich und fallen, wie bei allen Lärchen, zum Winter hin ab.

### Blüten, Zapfen und Samen
Die Sibirische Lärche wird mit einem Alter von 12 bis 15 Jahren mannbar, die Zapfenproduktion erreicht ihr Maximum mit 30 bis 40 Jahren. Die an Kurztrieben stehenden weiblichen Blütenzapfen sind rot, selten grün gefärbt. Reife Zapfen sind 10 bis 50 Millimeter lang und hellbraun. Sie bestehen aus 9 bis 44 Zapfenschuppen, die spiralig angeordnet sind. Die Zapfenschuppen sind oval bis löffelförmig und rötlich behaart. Die Deckschuppen sind sichtbar.
Die hellbraun gefärbten und mit dunklen Flecken versehenen Samen der Sibirischen Lärche werden im Winter entlassen. Sie werden 3 bis 7 Millimeter lang und 3 bis 4 Millimeter breit und sind geflügelt. Das Tausendkorngewicht variiert stark und liegt zwischen 3,8 und 9,6 Gramm. Wie bei allen Lärchen verbleiben die leeren Zapfen noch rund 3 bis 4 Jahre am Baum, bis sie samt Zweig abfallen.

### Chromosomenzahl
Die Chromosomenzahl beträgt 2n = 24, selten 36 oder 48.

## Verbreitung
Heimisch ist die Sibirische Lärche in Westsibirien, in den Gebirgen Süd-Sibiriens sowie in der zentralsibirischen Hochebene der nördlichen Mongolei. Sie macht rund 14 % der russischen Lärchenwälder aus. Sie bildet in Sibirien die polare und montane Baumgrenze bei etwa 68° N (bzw. 74° N je nach Autor). Anbauten zur Holzproduktion erfolgten in Finnland und Schweden. In anderen europäischen Ländern ist die Sibirische Lärche nur selten in botanischen Gärten oder Arboreten zu finden.

## Standort
Die Sibirische Lärche bildet im natürlichen Habitat Mischbestände mit Waldkiefer (Pinus sylvestris), Sibirischer Fichte (Picea obovata), Sibirischer Tanne (Abies sibirica) und Espe (Populus tremula). Sie ist eine Baumart des kontinentalen Klimas. Sie hat nur geringe Wärmeansprüche, ist aber lichtbedürftig. Ebenfalls nur geringe Ansprüche stellt sie an Feuchtigkeit und Bodenqualität und wächst gleichermaßen auf Silikat- und Kalkböden in Höhenlagen bis zu 2.400 Metern. Sie kommt schon in Gebieten mit Jahresniederschlägen von 200 bis 300 mm vor. Die Sibirische Lärche verträgt kurzfristige Überschwemmungen und ist mäßig empfindlich für Immission.

## Krankheiten und Schädlinge
An Schadinsekten werden der Schwammspinner (Lymantria dispar), der Graue Lärchenwickler (Zeiraphera griseana), die Gluckenart Dendrolimus superans, Hylotrechus altaica und verschiedene Arten der Gattung Strobilobia genannt.
An holzzerstörenden Schadpilzen werden der Kiefernholzschwamm (Phellinus pini) und Fomitopsis officinalis genannt. Lachnellula willkommii, der Erreger des Lärchenkrebses, tritt nur sehr selten auf und spielt keine wirtschaftliche Rolle.
Von Millionen von Dendrolimus superans waren im Jahr 2017 in der Region Krasnojarsk 80 Millionen Kubikmeter Holz geschädigt worden. 900.000 Hektar Wald wurden mit Pestiziden besprüht.

## Nutzung
Das Holz der Sibirischen Lärche ist hart und dauerhaft und ist deshalb von großer wirtschaftlicher Bedeutung. Es wird gerne für Gartenzäune, Holzfassaden, Terrassenböden und dergleichen verwendet, da das Holz aufgrund des hohen Harzgehaltes sehr witterungsbeständig ist. Das Harz ist Ausgangsprodukt für die Verarbeitung zu Kolophonium. Weiterhin ist die Sibirische Lärche eine Nahrungsgrundlage für Rentiere in der Tundra und nördlichen Taiga. Sie wird als Windschutz und als Zierelement in Gärten und Parks angepflanzt.
Zur medizinischen Nutzung wird der sekundäre Pflanzenstoff und das biologisch aktive Flavonoid Taxifolin aus bestimmten Teilen der Lärchenstämme mittels Flüssigkeitschromatographie gewonnen. Flavonoide haben ein breites Wirkspektrum auf den menschlichen Organismus. Hierzu zählen neben den positiven Wirkungen bei kardiovaskulären Erkrankungen (gefäßerweiternd und gefäßstabilisierend, blutdrucksenkend) die Bindungsfähigkeit reaktiver Sauerstoffspezies (ROS), die antioxidativen und antikanzerogenen Eigenschaften.

## Systematik
Die Erstbeschreibung des deutschen Botanikers Carl Friedrich von Ledebour erschien im vierten und letzten Band seiner Flora altaica 1833.
Es existieren folgende Synonyme für Larix sibirica Ledeb.: Larix sukaczewii Dylis, Larix russica (Endl.) Sabine ex Trautv., Larix decidua var. russica Henkel & W. Hochst., Larix decidua var. sibirica (Ledeb.) Regel, Larix intermedia Fischer ex Turczaninow, Pinus larix var. russica Endl., Pinus sibirica (Ledeb.) Münchh., Pinus pseudolarix Steud.
Der Artbastard Larix × czekanowskii Szafer entsteht, wenn die Sibirische Lärche mit der Dahurischen Lärche (Larix gmelinii) hybridisiert.

### Unterarten
Es sind folgende Unterarten bekannt:
- Larix sibirica subsp. altaica (Szafer) Suk. kommt im Altai-Gebiet vor.
- Larix sibirica subsp. jeniseensis Suk. kommt im Einzugsgebiet des Jenisseis vor.
- Larix sibirica subsp. obensis Suk. kommt im Einzugsgebiet des Obs mit Ausnahme des Altais vor. Wird meist mit subsp. rossica zur subsp. sukaczewii zusammengefasst.
- Larix sibirica subsp. rossica (Sab.) kommt im nördlichen und nordöstlichen Teil des europäischen Russlands vor. Wird meist mit subsp. obensis zur subsp. sukaczewii zusammengefasst.
- Larix sibirica subsp. sibirica ist die typische Unterart
- Larix sibirica subsp. sukaczewii kommt im Ural und im nordöstlichen Teil des europäischen Russlands vor. Hat meistens grün gefärbte, breit eiförmige Zapfen deren Deckschuppen nicht sichtbar sind. Die verholzten Samenschuppen sind groß, breit und dick und ihre Spitze ist nach innen gebogen. Es ist umstritten ob diese Unterart als eigenständige Art Larix sukaczewii geführt werden soll.

### Varietäten
Es werden folgende Varietäten unterschieden:
- Larix sibirica var. baicalensis kommt am Südost- und Südwestufer des Baikalsees vor.
- Larix sibirica var. lenensis kommt am Oberlauf der Lena und dem Flussgebiet des Angara vor.
- Larix sibirica var. polaris kommt in den nördlichen Regionen Sibiriens vor.
- Larix sibirica var. sajanensis kommt am Oberlauf des Jenisseis vor.
- Larix sibirica var. transbaicalensis kommt in der Region Transbaikalien vor.